# Щербина, Николай Семёнович
Николай Семёнович Щербина (23 января 1920, Дебальцево — 28 февраля 1981, Запорожье) — участник Великой Отечественной войны, Герой Советского Союза. Лётчик-бомбардировщик, заместитель командира эскадрильи 36-го гвардейского бомбардировочного авиационного полка 202-й бомбардировочной авиационной дивизии (4-й бомбардировочный авиационный корпус), гвардии подполковник.

## Биография
Родился в 1920 году в Дебальцеве, ныне Донецкой области, в 1940 году окончил военное училище.
Участник Великой Отечественной войны с июня 1941 года в составе 260-го бомбардировочного авиационного полка. За отличие в боях летом-осенью 1941 года награжден орденом Красной Звезды. Воевал в составе 36-й гвардейского бомбардировочного авиационного полка на Пе-2, был заместителем командира эскадрильи.
К сентябрю 1944 года совершил 169 боевых вылетов на разведку и бомбардировку войск противника.
После войны (до 1959 года) служил в ВВС в Прибалтийском, Прикарпатском, Одесском военных округах. Затем — служба и работа в Запорожье.
В 1953 году окончил Высшие офицерские лётно-тактические курсы. Был направлен на службу в 748-й (81-й) гвардейский бомбардировочный авиационный полк, который в октябре 1951 года перебазировался на аэродром Текель (Венгрия). Там служил командиром эскадрильи по переучиванию курсантов Кировоградского авиационного училища для полётов на «Ил-28». В 1954 г. 748-й полк был перебазирован в г. Запорожье.
Жена (с 1947) — Надежда Петровна Щербина.
Умер в 1981 году, похоронен в Дебальцево.

## Память
В Дебальцеве одна из улиц названа именем Героя.

## Награды
- Указом от 23 февраля 1945 года присвоено звание Героя Советского Союза с вручением ордена Ленина и медали «Золотая Звезда».[3].